# Shammi Kapoor
Shammi Kapoor, właśc. Shamsher Raj Kapoor (ur. 21 października 1931 w Bombaju, zm. 14 sierpnia 2011 tamże) – bollywoodzki aktor i reżyser. Jeden z najpopularniejszych hinduskich aktorów począwszy od lat 50. do początku lat 70. XX wieku. Jego żoną była Geeta Bali.